# Bruce Altman
Bruce Altman (* 3. Juli 1955 in der Bronx in New York City) ist ein US-amerikanischer Film- und Fernsehschauspieler.

## Leben
Altman ist Absolvent der Yale School of Drama. Während seiner Ausbildung an der Schauspielschule unterrichtete er an einer Highschool in Manhattan.
Seit 1986 war er in annähernd hundert Film- und Fernsehproduktionen zu sehen.

## Filmografie (Auswahl)

### Film
- 1987: Shoeshine (Kurzfilm)
- 1991: In Sachen Henry (Regarding Henry)
- 1992: My New Gun
- 1992: Glengarry Glen Ross
- 1993: Mr. Wonderful
- 1993: Mr. Jones
- 1994: Quiz Show
- 1994: Schlagzeilen (The Paper)
- 1996: Schatten einer Liebe (To Gillian on Her 37th Birthday)
- 1996: Vibration (Vibrations)
- 1997: Cop Land
- 1998: Liebe in jeder Beziehung (The Object of My Affection)
- 1999: Durchgeknallt  (Girl, Interrupted)
- 2001: L.I.E. – Long Island Expressway
- 2002: Spurwechsel (Changing Lanes)
- 2003: Tricks (Matchstick Men)
- 2005: Das Ende der Unschuld (Twelve and Holding)
- 2006: Running Scared
- 2008: Deception – Tödliche Versuchung
- 2009: Bride Wars – Beste Feindinnen
- 2009: The Skeptic – Das teuflische Haus
- 2009: Solitary Man
- 2009: Wenn Liebe so einfach wäre (It’s Complicated)
- 2010: Morning Glory
- 2012: Game Change – Der Sarah-Palin-Effekt
- 2012: Arbitrage – Macht ist das beste Alibi
- 2013: Der Lieferheld – Unverhofft kommt oft (Delivery Man)
- 2014: Rob the Mob – Mafia ausrauben für Anfänger
- 2017: Fifty Shades of Grey – Gefährliche Liebe
- 2019: The Sound of Silence
- 2022: Chase (Last Seen Alive)

### Serien
- 1995: Ein Hauch von Himmel (Touched by an Angel)
- 1991–2009: Law & Order
- 2001: Law & Order: Special Victims Unit
- 2002: Criminal Intent – Verbrechen im Visier (Law & Order: Criminal Intent)
- 2002: Die Sopranos
- 2004: Rescue Me
- 2008: Recount
- 2010: Modern Family
- 2010: Royal Pains
- 2010–2013: Blue Bloods – Crime Scene New York
- 2013: Person of Interest
- 2014: Elementary
- 2015–2017: Mr. Robot
- 2015: Show Me a Hero
- 2015: American Dad (Stimme von James Patterson)
- 2017: Ozark